# Tnúthgal mac Artrach
Tnúthgal mac Artrach (mort vers 807) ou Tuathal mac Artroig est un roi de Munster supposé issu des Eóganacht Glendamnach une lignée des Eóganachta. Il est le fils de  Artrí mac Cathail (mort en 821), également roi de Munster.
Mentionné dans certaines liste de rois il est possible que son père l'intronise comme co-régent pendant son règne. Son nom n’apparaît pas dans les chroniques d'Irlande.

## Sources
- (en) Francis John Byrne, Irish Kings and High-Kings, Dublin: Four Courts Press (2001),  (ISBN 978-1-85182-196-9)